# Обельзанкі
Обельзанкі (пол. Obelzanki) — село в Польщі, у гміні Вронки Шамотульського повіту Великопольського воєводства.
Населення — 217 осіб (2011).
У 1975-1998 роках село належало до Пільського воєводства.

## Демографія
Демографічна структура станом на 31 березня 2011 року:
|          | Загалом | Допрацездатний вік | Працездатний вік | Постпрацездатний вік |
| -------- | ------- | ------------------ | ---------------- | -------------------- |
| Чоловіки | 116     | 23                 | 86               | 7                    |
| Жінки    | 101     | 19                 | 68               | 14                   |
| Разом    | 217     | 42                 | 154              | 21                   |